# Vergeltung am Wichita-Paß
Vergeltung am Wichita-Paß (Originaltitel: Gli eroi di Fort Worth) ist ein italienisch-spanischer Western von Alberto de Martino. Deutschsprachige Erstaufführung des Filmes war am 21. Mai 1965.

## Handlung
1863, gegen Ende des Bürgerkrieges, versucht eine Gruppe Südstaatler-Soldaten, mit der Hilfe eines Indianerstammes nach Mexiko zu gelangen, um dort von Kaiser Maximilian Unterstützung zu bekommen. Auf ihrem Weg müssen die Soldaten einen engen Pass nahe der texanischen Grenze überwinden, der von Unionstruppen aus Fort Worth gehalten wird. Die Südstaatler entwerfen mit Häuptling Wildes Pferd einen Plan: Die Indianer sollen den nahegelegenen Ort Chesapeake angreifen, woraufhin mit dem Eingreifen der Unionssoldaten deren Fort schwach ausgestattet sein dürfte und von den Südstaatlern eingenommen werden soll. Der nur noch als Zivilist sich aufhaltende Archie Patterson braucht einige Zeit, um seinen ehemaligen Vorgesetzten die Zusammenhänge darzulegen. Bei Durchführung werden die Südstaatler von der Siebten Kavallerie gestellt, die somit gerade noch ein Massaker verhindern kann.

## Kritik
„Das antiquierte Bild einer heldenhaften Soldateska, die den Indianern zeigt, wo das weiße Haus das Loch gelassen hat, ist schwerlich mit den Bemühungen um Ernsthaftigkeit zu vereinbaren. (…) Die späteren Western von Alberto (de Martino) sind wahrlich gelungener.“

„Ziemlich schwacher, unfreiwillig komischer Western.“

## Bemerkungen
Der spanische Titel ist El septimo de caballería.
Viele der am Film Beteiligten erhielten anglisierte Pseudonyme.